# Priceless
Pricele$$ é o quarto álbum do rapper Birdman. Foi lançado em 23 de novembro de 2009. Produções são de INFO, Kane Beatz, C Lil ', Oddz N Endz, Drumma Boy, T-Minus, Infamous, The Neptunes e muito mais. Antes O título do álbum foi alterado para Always Strapped, que é também o nome do primeiro single do álbum. O álbum vazou na íntegra em 17 de novembro de 2009.
O Album contém participações dos Rappers Lil' Wayne,Drake e Nicki Minaj.